# Prolactinoom

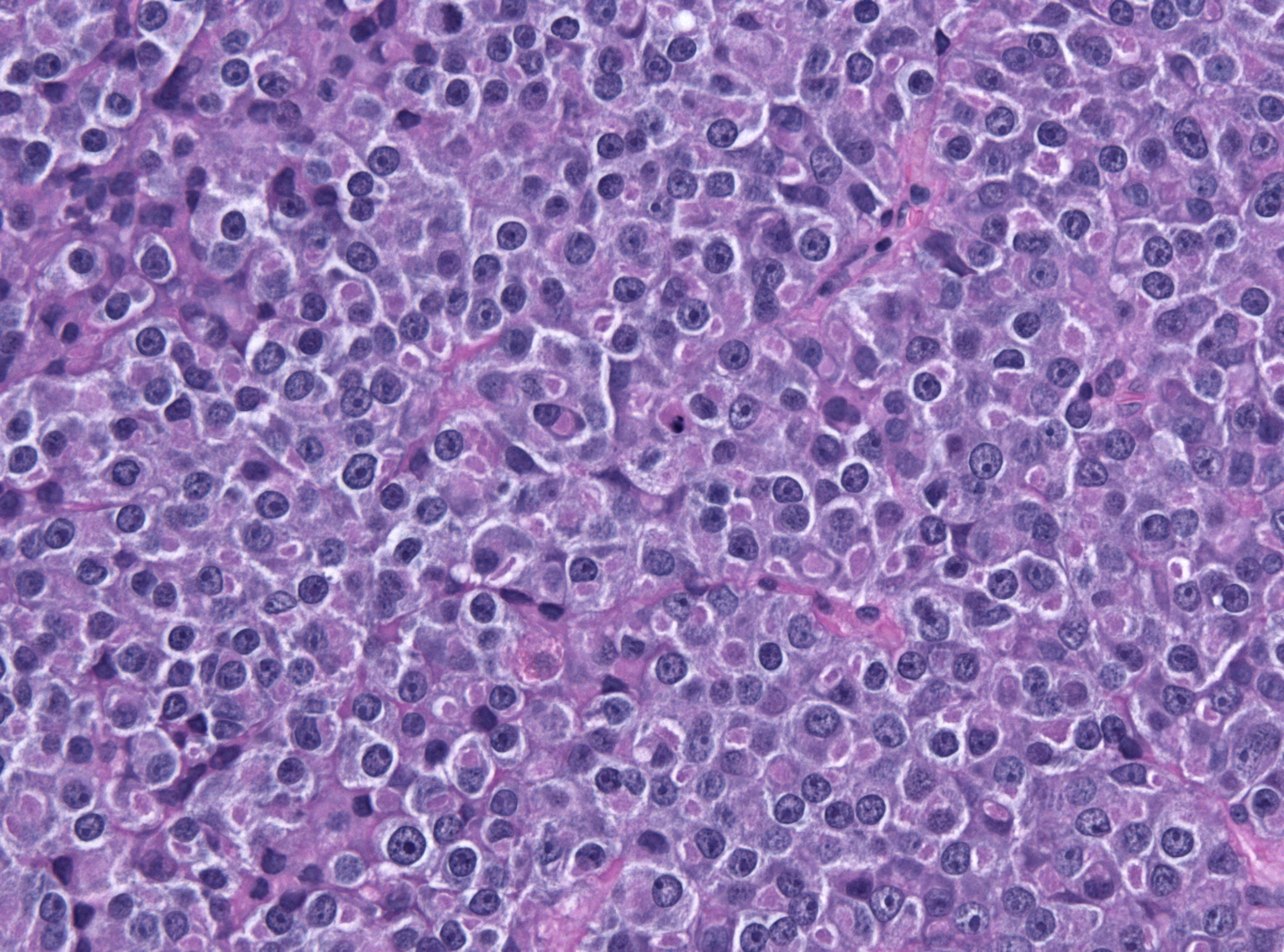
Prolactinoom

Een prolactinoom is een goedaardig gezwel in de hypofyse. Het is de meest voorkomende vorm van een hormoonproducerende hypofysetumor. Het produceert prolactine, het hormoon dat de melkproductie bij zwangere en zogende vrouwen stimuleert.
Prolactinomen komen in verschillende formaten voor. Een prolactinoom met een doorsnee van minder dan 10 millimeter wordt een microprolactinoom genoemd. Is het gezwel groter, dan spreekt men van een macroprolactinoom. Bij vrouwen worden vooral microprolactinomen geconstateerd, bij mannen meer macroprolactinomen.
De symptomen van een prolactinoom worden veroorzaakt door te veel prolactine in het bloed, of doordat het gezwel druk uitoefent op zijn omgeving. De symptomen zijn afhankelijk van de grootte van het gezwel en het geslacht van de patiënt.
Bij vrouwen is het eerste symptoom over het algemeen het uitblijven van de menstruatie (amenorroe). Ook kan sprake zijn van melkafscheiding uit de borst, zonder dat sprake is van een zwangerschap. Beide symptomen worden veroorzaakt door een te hoge prolactinespiegel in het bloed. 
Te veel prolactine in het bloed kan bij mannen een te lage testosteronspiegel tot gevolg hebben, hetgeen kan leiden tot minder libido.
Grote (macro)prolactinomen kunnen druk uitoefenen op de omgeving, waardoor hoofdpijn kan ontstaan of gezichtsstoornissen. Dat laatste gebeurt wanneer een prolactinoom druk uitoefent op de, vlak bij de hypofyse lopende, oogzenuwen.